# Обеля (станция метро)
Обе́ля (болг. Обеля) — станция Софийского метрополитена.
Формально является конечной станцией на Первой (M4) и Второй линиях, но фактически соединяет их, так как поезда проходят её транзитом в обе стороны.

## История
Открыта 20 апреля 2003 года в составе участка «Сливница» — «Обеля».

## Описание
Наземная, крытая с боковыми платформами. Расположена на мосту над рекой Какач в жилом районе «Обеля». Недалеко от северного вестибюля станции находится небольшой автовокзал для пригородных автобусов.

## Перспективы
В первоначальных планах этой станции не существовало, поэтому её до сих пор называют «нулевой». После её сооружения, стало логичным изменение Второй линии, которая проходит через жилой район «Надежда» и поэтому через станцию осуществляется связь между двумя линиями с целью использования депо для поездов обеих линий. Сразу после станции линия уходит над автовокзалом и на эстакаде делает поворот в восточную сторону к жилому району «Надежда».
Станция осталась «конечной» лишь условно: на практике движение по двум линиям объединено, то есть организовано маршрутное движение. Такое движение сохранится, пока не достроят станцию между станциями Сливница и Обеля. После этого линии будут окончательно разделены. После разделения Обеля, вероятно, «отойдёт» ко Второй линии.

## Фотогалерея
- Вид из вагона
- Вход на станцию
- Платформа